# Širkovce
Širkovce dříve také Žirkovce (maďarsky Serke) jsou obec na Slovensku, v okrese Rimavská Sobota v Banskobystrickém kraji. Intravilán obce je necelý kilometr jihovýchodně od intravilánu obce Jesenské. Okolo obce teče řeka Rimava. 
Žije zde 957 obyvatel. V roce 2001 se 86 % obyvatel hlásilo k maďarské národnosti..

## Pamětihodnosti
- Kalvínský kostel, jednolodní barokní stavba z roku 1718. Zvony pocházejí  let 1779, 1853 a 1932.[4]
- Szilassyovský nebo též Gömöryovský klasicistní kaštel z přelomu 18. a 19. století; u kaštelu je památkově chráněný anglický park.[5]

- Cca 3 m jihozápadně od obce jsou stopy po zaniklém hradu, zvaném Kapla, nebo také Kaplna či Širkovský hrad. V polovině 15. století byla obec i hrad ovládána bratříky.[6][2]